# 近三ビルヂング
近三ビルヂング（きんさんビルヂング）は、東京都中央区日本橋室町に所在する建築物である。

## 歴史
元禄年間、初代森五郎兵衞は奉公先である滋賀県八幡町（現 近江八幡市）の近江商人 伴伝兵衛から独立し、呉服商「森五商店」を設立。1714年（正徳4年）9月、江戸の神田竪大工町（現在の内神田、神田多町）に進出。1745年（延享5年）、神田本石町（現在の日本橋本石町）に移転するとともに、屋号を近江屋三左衛門とした。建物名称の近三は、この屋号に由来する
1931年（昭和6年）8月、森五商店東京支店として本ビルが竣工した。竣工と同時期に、森五商店および社長の森五郎兵衛の不動産管理を目的として森合名会社を設立。1950年には不動産の取得及び賃貸を目的として近三商事株式会社を設立した。翌1951年、近三商事株式会社は森合名会社を吸収合併した。
竣工当初は地下1階・地上7階、延床面積約3,756m2の規模であったが、1956年に北側に地下1階・地上8階の増築を行い、延床面積は約2倍になった。さらに1959年には既存の南側に8階部分と塔屋を増築した。1976年には1階に三重銀行東京支店が入居。同行が転出した1995年には中二階を減築し、延床面積が7,843m2となった。

## 建築
江戸通りに面しており、対面に日本橋室町三井タワーが聳えている。
村野藤吾が渡辺節建築事務所から独立して最初に設計した建物である。村野は本ビルを手掛ける直前にヨーロッパを旅し、新旧の建築作品を見学した。近三ビルは、そこで学んだことを表現に活かした作品となった。
黒褐色のタイルで仕上げられた外壁と、整然と配置された縦長のガラス窓が外観の特徴である。タイルは呉服に因んだ色合いで、4種類に分けて塩焼きされている。個々の窓は彫りが浅く庇がない。窓を保護するため、外壁上部にはパラペットが設けられ、竣工当時の技術としては先進的なジュラルミン被覆サッシが採り入れられた（1992年にエルミン窓に交換）。玄関および1階店舗と歩道の間には段差がなく、当初からバリアフリー構造となっている。玄関ホールの壁面はトラバーチン、ヴォールト様式の天井は奥村新太郎のデザインによるガラスモザイクで装飾されている。トラバーチンは鉱泉の沈殿物が凝固した石材で、大理石に比べ堅牢で、温度や湿度の変化で影響を受けにくい特性がある。本ビルで使われているものは黄色が主体であるが、階ごとに色調に変化を付けている。

## 改修工事
竣工以降1956年、1960年、1965年、1992年、2006年、2014年の6度にわたり増改築・大規模改修が行われてきた。そのうち1965年の第3期工事までは、設計者である村野が携わった。第3期工事では既存部と増築部を一体化するとともに、小部屋のオフィスからフロア貸しのできる空間に作り替え、空調の更新も行った。当初の設計により、ダクトやパイプ類は天井裏に格納することが可能であった。1980年にはタイルの剥離を抑えるためエポキシ樹脂が注入されたが、その後も剥離が見られたため全面張替えが検討された。重量があり施工の難しい四丁掛タイルから二丁掛タイルに変更するか否か、すでに生産が終了している塩焼きタイルのイメージをいかに補うか、などの課題があったが改修方針が決まらないまま1984年に村野は死去した。東京都の勧めがあり、東京都歴史的建造物意匠保存事業の補助金を活用して、240×98mmのオリジナルサイズのタイルから4種類の色合いの190×75mmのサイズに変更した。窓は北欧製のエルミン窓に取り換えられた。二重ガラスの間にブラインドが挟み込まれた開閉式の窓で、省エネルギーに大きく貢献することとなる。
空調設備は、竣工当初は重油式のスチーム暖房が設置され、第二次世界大戦前後の一時期は燃料に石炭が使われた。1956年の第1期改修で、地下水を利用したセントラル空調が導入された。1965年にはセントラル式から各階ごとの空調方式に改められた。地下水汲み上げ制限条例の施行により、1967年には井戸を廃止して屋上の冷却塔に切り替えた。1992年には、電力負荷軽減を目的としてガス吸収式冷温水発生機を導入した。このほか、遮熱塗装やBEMSなど省エネルギー化の施策が採られている。
歴代の改修工事の施工には、いずれも新築時の施工者である竹中工務店と設備業者の三機工業が一貫して担当している。

## 評価
1994年にBELCA賞、1999年に東京都選定歴史的建造物、2003年に日本におけるモダン・ムーブメントの建築に選定されている。
本ビルは村野の主な作品の一つとして各種文献で紹介されている。ドイツの建築家ブルーノ・タウトは雑誌婦人の友1933年11月号の企画
『ブルーノ・タウト氏と東京を歩く』において「永遠の傑作」と絶賛した。建築家蔵田周忠は『建築評論』にて「衣服の表たる外観は渋い木綿か結城にして、裏地の室内には派手な文様の羽二重をつけたような江戸好み」と評した。